# Cholpon Sultanbekova
Cholpon Aalievna Sultanbekova (kirghize : Чолпон Аалыевна Султанбекова, Çolpon Aalıevna (Aalı qızı) Sultanbekova; née le 19 août 1969) est une femme politique kirghize et ancienne membre du Conseil Suprême, vice-première ministre de 2016 à 2018.

## Jeunesse et formation
Sultanbekova est née le 19 août 1969 à Bichkek. Elle intègre l'Institut Pédagogique du district de Michurinsky en Russie et sort diplômée en droit et relations internationales de l'Académie de Droit de l'état kirghize en 2006,.

## Carrière
En 1995, Sultanbekova  travaille pour le bureau d'enregistrement de Djalalabad avant de devenir directrice générale de Palvan à Och en 1995. Ensuite, elle devient présidente du Congrès des Femmes de la République Kirghize pour la région du sud entre 2000 et 2001. En 2005, elle fonde l'ONG Eco-Harmonie des femmes,,.
Sultanbekova est membre du parti politique Respoublika. En 2006, un an après l'assassinat de son mari Bayaman Erkinbaev, elle concourt pour devenir parlementaire dans le district de Kadamjaï mais n'est pas élue. En 2007, elle est élue présidente de la fondation Alysh, une organisation pour la lutte à la ceinture dans laquelle elle s'était engagée elle et son mari.
En 2010, Sultanbekova est élue membre du Conseil suprême. Elle devient par la même membre du Comité sur l'éducation, la science, la culture et le sport et préside le Comité pour la jeunesse en 2012. En octobre 2013, elle est élue adjointe au porte-parole du parlement. Du 25 janvier 2015 au 22 janvier 2017, elle est membre de l'Assemblée parlementaire du Conseil de l'Europe.
Le 9 novembre 2016, le parlement approuve sa nomination au poste de vice-première ministre aux affaires sociales au sein du gouvernement du premier ministre Sooronbay Jeenbekov,,.

## Récompenses et distinctions
- Certificat d'honneur de la république kirghize, Ordre du FILA[1]

## Vie privée
Sultanbekova était mariée à Bayaman Erkinbaev qui fut assassiné à son domicile le 25 septembre 2005.